# Steve Perry (Sänger)

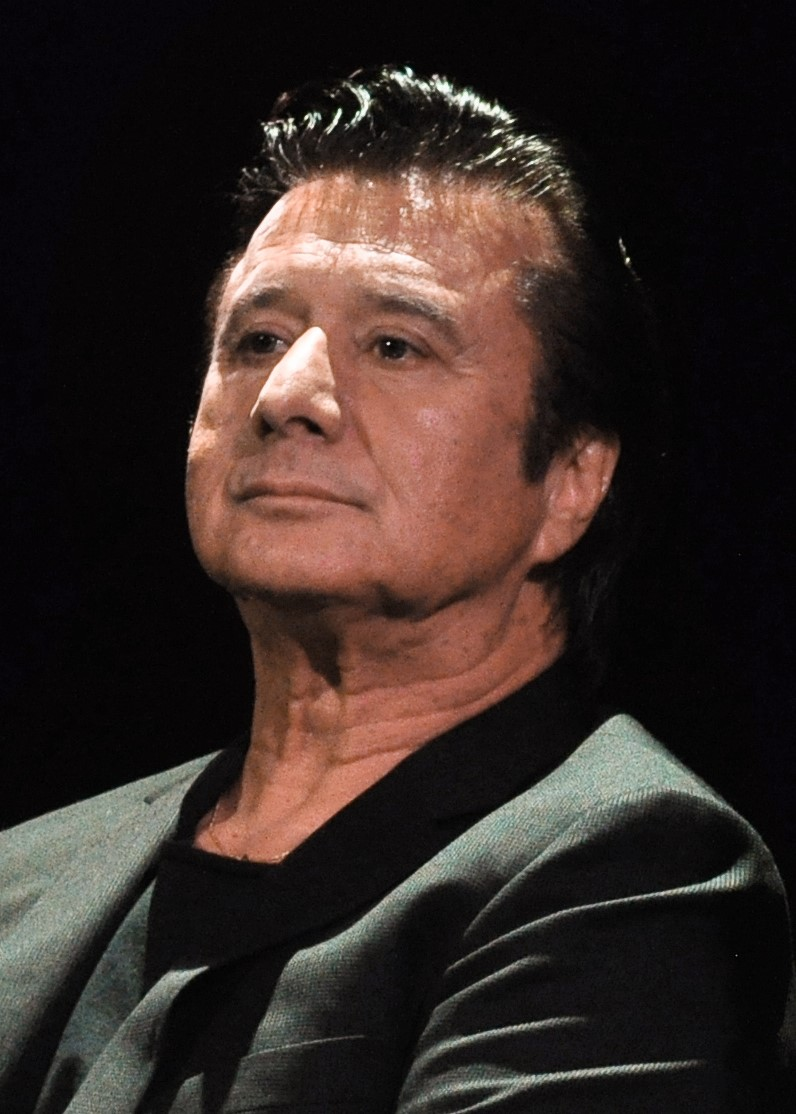
Steve Perry, 2019

Stephen Ray „Steve“ Perry (* 22. Januar 1949 in Hanford, Kalifornien) ist ein US-amerikanischer Sänger mit portugiesischen Wurzeln, der auch unter dem Namen „The Voice“ bekannt ist. Er komponierte auch Filmmusik.

## Leben
Perry wuchs in einem musikalischen Umfeld auf, da sein Vater Ray Pereira (der seinen Nachnamen später in Perry änderte) selbst Sänger war. Im Alter von zehn Jahren hörte er das Lied Cupid von Sam Cooke im Autoradio seiner Mutter; dies inspirierte ihn dazu, ebenfalls Sänger zu werden.
Seinen Durchbruch schaffte er Ende der 1970er Jahre als Sänger der Band Journey. Mit seiner Stimme und seiner Ausdruckskraft ging er mit der Band auf insgesamt sechs Welttourneen. 1984 veröffentlichte er unter dem Titel Street Talk sein Debütalbum als Solokünstler. Die erste Singleauskopplung Oh Sherrie, die er für seine damalige Freundin Sherrie Swafford schrieb, erreichte in den Billboard-Charts im Juni 1984 Platz 3. Es folgten drei weitere Singles, die sich alle in den Billboard-Charts platzieren konnten. 1985 war er als Mitglied von USA for Africa an der Entstehung der Single We Are the World beteiligt. Er verließ Journey im März 1987. 
1988 nahm er erneut eigenes Material auf. Das fertige Album Against the Wall blieb aber zunächst unveröffentlicht. Nach einer längeren Pause begann Perry mit den Arbeiten an seinem nächsten Album For the Love of Strange Medicine, das nach mehreren Verzögerungen 1994 erschien. Mit diesem Album ging er Ende 1994 bis Anfang 1995 in Amerika auf Solotournee.
1991 gab es eine eintägige Wiedervereinigung mit seinen ehemaligen Bandkollegen; er spielte zusammen mit Cain und Schon auf dem Bill Graham Memorial Concert. Dies war die letzte Livedarbietung der (wenn auch nur teilweise aufgetretenen) Erfolgsbesetzung.
1996 kam es dann zur scheinbar endgültigen Reunion von Journey. Sie nahmen Trial by Fire auf, jedoch gab es (zum ersten Mal seit 1981), bedingt durch einen Sturz auf Hawaii und die dadurch entstandenen Hüftprobleme Perrys, keine Support-Tour für das Album. Perry stieg im Mai 1998 erneut bei Journey aus. Im selben Jahr wurde die Kompilation Greatest Hits + Five Unreleased veröffentlicht, auf der auch fünf unveröffentlichte Lieder der Against-the-Wall–Sessions enthalten sind. Im selben Jahr komponierte er noch zwei Lieder für den Film Quest of Camelot. Perry beteiligte sich maßgeblich an der Produktion der DVDs Greatest Hits (2003) und Live in Houston 1981 (2006) seiner früheren Band Journey, die 2005 einen Stern auf dem Hollywood Walk of Fame erhielt und 2017 in die Rock and Roll Hall of Fame aufgenommen wurde.
Im Musikmagazin Rolling Stone belegt Perry Platz 76 in der Liste der 100 größten Sänger aller Zeiten. Allmusic meint zu Perry: „Wenn man einen Sänger auswählen müsste, der sich mit dem Arena Rock der 80er am besten identifizieren lässt, wäre es ohne Zweifel Journeys Steve Perry.“
Nachdem Perry sich nach seinem endgültigen Ausstieg bei Journey völlig aus der Öffentlichkeit zurückgezogen hatte, kamen 2014 erneut Gerüchte über eine Wiedervereinigung auf. Diese wurden jedoch dementiert. Perry und Schon würden angeblich außerhalb von Journey zusammenarbeiten wollen. Am 25. Mai 2014 kam es zu einer Bühnenrückkehr Perrys, als er bei einem Konzert der Band Eels in Saint Paul, Minnesota einen Gastauftritt hatte. 2018 veröffentlichte Perry mit Traces ein neues Album.

## Diskografie

### Studioalben
| Jahr | Titel                            | Höchstplatzierung, Gesamtwochen, AuszeichnungChartplatzierungen (Jahr, Titel, Platzierungen, Wochen, Auszeichnungen, Anmerkungen) | Höchstplatzierung, Gesamtwochen, AuszeichnungChartplatzierungen (Jahr, Titel, Platzierungen, Wochen, Auszeichnungen, Anmerkungen) | Höchstplatzierung, Gesamtwochen, AuszeichnungChartplatzierungen (Jahr, Titel, Platzierungen, Wochen, Auszeichnungen, Anmerkungen) | Höchstplatzierung, Gesamtwochen, AuszeichnungChartplatzierungen (Jahr, Titel, Platzierungen, Wochen, Auszeichnungen, Anmerkungen) | Höchstplatzierung, Gesamtwochen, AuszeichnungChartplatzierungen (Jahr, Titel, Platzierungen, Wochen, Auszeichnungen, Anmerkungen) | Anmerkungen                            |
| Jahr | Titel                            | DE | AT | CH | UK | US | Anmerkungen                            |
| ---- | -------------------------------- | --- | --- | --- | --- | --- | -------------------------------------- |
| 1984 | Street Talk                      | DE63 (1 Wo.)DE | — | — | UK59 (2 Wo.)UK | US12 ×2Doppelplatin · (60 Wo.)US                                                                                                  | Erstveröffentlichung: April 1984       |
| 1994 | For the Love of Strange Medicine | DE91 (4 Wo.)DE | — | CH44 (2 Wo.)CH | UK64 (1 Wo.)UK | US15 Gold · (14 Wo.)US | Erstveröffentlichung: 13. Juli 1994    |
| 2018 | Traces                           | DE45 (1 Wo.)DE | AT73 (1 Wo.)AT | CH30 (1 Wo.)CH | UK40 (1 Wo.)UK | US6 (4 Wo.)US | Erstveröffentlichung: 5. Oktober 2018  |
| 2021 | The Season                       | — | — | — | — | US80 (1 Wo.)US | Erstveröffentlichung: 5. November 2021 |

### Kompilationen
- 1998: Greatest Hits + Five Unreleased
- 2009: Playlist: The Very Best of Steve Perry
- 2010: Oh Sherrie: The Best of Steve Perry

### EPs
- 2019: Silver Bells

### Singles
| Jahr | Titel Album                                      | Höchstplatzierung, Gesamtwochen/‑monate, AuszeichnungChartplatzierungen (Jahr, Titel, Album, Platzierungen, Wochen/Monate, Auszeichnungen, Anmerkungen) | Höchstplatzierung, Gesamtwochen/‑monate, AuszeichnungChartplatzierungen (Jahr, Titel, Album, Platzierungen, Wochen/Monate, Auszeichnungen, Anmerkungen) | Höchstplatzierung, Gesamtwochen/‑monate, AuszeichnungChartplatzierungen (Jahr, Titel, Album, Platzierungen, Wochen/Monate, Auszeichnungen, Anmerkungen) | Höchstplatzierung, Gesamtwochen/‑monate, AuszeichnungChartplatzierungen (Jahr, Titel, Album, Platzierungen, Wochen/Monate, Auszeichnungen, Anmerkungen) | Höchstplatzierung, Gesamtwochen/‑monate, AuszeichnungChartplatzierungen (Jahr, Titel, Album, Platzierungen, Wochen/Monate, Auszeichnungen, Anmerkungen) | Anmerkungen                                             |
| Jahr | Titel Album                                      | DE | AT | CH | UK | US | Anmerkungen                                             |
| ---- | ------------------------------------------------ | --- | --- | --- | --- | --- | ------------------------------------------------------- |
| 1982 | Don’t Fight It High Adventure                    | — | — | — | — | US17 (12 Wo.)US | Erstveröffentlichung: 12. August 1982 mit Kenny Loggins |
| 1984 | Oh, Sherrie Street Talk                          | DE50 (8 Wo.)DE | — | — | UK89 (1 Wo.)UK | US3 (20 Wo.)US | Erstveröffentlichung: März 1984                         |
| 1984 | She’s Mine Street Talk                           | — | — | — | — | US21 (13 Wo.)US | Erstveröffentlichung: 1984                              |
| 1984 | Strung Out Street Talk                           | — | — | — | — | US40 (13 Wo.)US | Erstveröffentlichung: 1984                              |
| 1984 | Foolish Heart Street Talk                        | — | — | — | — | US18 (19 Wo.)US | Erstveröffentlichung: November 1984                     |
| 1985 | We Are the World                                 | DE2 (21 Wo.)DE | AT2 (18 Mt.)AT | CH1 (29 Wo.)CH | UK1 Silber · (9 Wo.)UK | US1 ×4Vierfachplatin · (18 Wo.)US | Erstveröffentlichung: 7. März 1985 mit USA for Africa   |
| 1994 | You Better Wait For the Love of Strange Medicine | — | — | — | — | US29 (16 Wo.)US | Erstveröffentlichung: 28. Juni 1994                     |
| 1994 | Missing You For the Love of Strange Medicine     | — | — | — | — | US74 (6 Wo.)US | Erstveröffentlichung: August 1994                       |

Weitere Singles
- 1994: Young Hearts Forever
- 1994: Anyway
- 1995: Donna Please
- 1998: I Stand Alone
- 1998: When You’re in Love (For the First Time)
- 2018: No Erasin
- 2018: No More Cryin’
- 2018: We’re Still Here
- 2019: Sun Shines Gray
- 2019: Silver Bells